# Кошкентал (Жетысуская область)
Кошкентал (каз. Көшкентал) — село в Аксуском районе Жетысуской области Казахстана. Административный центр Кошкентальского сельского округа. Код КАТО — 193247100.

## Население
В 1999 году население села составляло 1110 человек (558 мужчин и 552 женщины). По данным переписи 2009 года, в селе проживали 892 человека (458 мужчин и 434 женщины).